# ماكسيميليانو كيياس
ماكسيميليانو كيياس (بالإسبانية: Maximiliano Cejas)‏ (7 فبراير 1980 بلابلاتا في الأرجنتين - ) هو لاعب كرة قدم أرجنتيني في مركز الوسط. شارك مع منتخب الأرجنتين تحت 17 سنة لكرة القدم. أما مع النوادي، فقد لعب مع إستوديانتيس دي لا بلاتا وديفنسا خوستيكا ونادي بينيفينتو ونادي ترنانا وGiugliano Calcio 1928 ‏ ولاتينا كالتشيو وBrindisi FC ‏ وأولبيا كالسيو 1905 ونادي تارانتو 1927 وForlì FC ‏ وSSD 1937 Milazzo ‏ وSSD Casarano Calcio ‏.

## وصلات خارجية
- ماكسيميليانو كيياس على موقع الاتحاد الدولي (مؤرشف)  (الإنجليزية)
- ماكسيميليانو كيياس على موقع قاعدة بيانات كرة القدم.إي يو (الإنجليزية)
- ماكسيميليانو كيياس على موقع عالم كرة القدم.نت (الإنجليزية)